# Guichard de Troyes
Pour les articles homonymes, voir Guichard.
Guichard, né vers 1250 et mort le 22 janvier 1317, est un prélat français du XIVe siècle, évêque de Troyes. 

## Biographie
Guichard était en 1284 abbé de Montier-la-Celle, quand il fut choisi par le chapitre pour succéder à Jean de Nanteuil à l'évêché de Troyes.
Il a conservé son titre d'abbé plusieurs années, n'étant consacré évêque à Troyes qu'en 1299. Il était pris dans les démêlés entre Boniface VIII et Philippe IV le Bel, lors du procès de l'évêque de Pamiers qui était du parti du pape : Guichard, partisan du roi de France, vota pour son emprisonnement. 
En 1305, avec la mort de Jeanne Ire de Navarre, il fut accusé d'empoisonnement avec le jacobin Jean de Tayac et fut emprisonné pendant cinq années. Le lombard Nossle fut arrêté, jugé et pendu en 1313 pour l'empoisonnement de la reine, Guichard fut absous mais l'évêché restant saisi il finit sa vie en exil à Bosne (sans doute Diakovar, actuelle  Đakovo en Croatie, proche de la Bosnie), où il mourut le 22 janvier 1317.